# ماريلا أجنيلي
ماريلا أجنيلي (بالإيطالية: Marella Agnelli)‏‏ (4 مايو 1927 في فلورنسا - 23 فبراير 2019 في تورينو) جامعة تحف، وكاتبة سير ذاتية، ومصورة، ونجمة اجتماعية من إيطاليا.

## الجوائز
- وسام استحقاق الجمهورية الإيطالية